# Stroxton
Stroxton – wieś w Anglii, w hrabstwie Lincolnshire, w dystrykcie South Kesteven. Leży 42 km na południe od Lincoln i 155 km na północ od Londynu.